# Пекинская группа диалектов
Пекинская группа диалектов (кит. трад. 北京官話, упр. 北京官话, пиньинь Běijīng Guānhuà) — спорная группа диалектов в классификации севернокитайского языка. Выделена лингвистом Ли Жуном и Языковым атласом Китая, охватывает некоторые диалекты, на которых говорят в районах Пекина, Хэбэя, Внутренней Монголии, Ляонина и Тяньцзиня.

## Классификация
В 1980-х годах китайский лингвист Ли Жун предложил рассматривать пекинские и дунбэйские диалекты как две отдельные ветви севернокитайского языка. В своей статье 1985 года Ли предложил использовать современные рефлексы входящего тона среднекитайского языка в качестве критерия для классификации диалектов мандаринского языка. В этой статье Ли использовал термин «пекинский мандаринский» (北京官话) для обозначения группы диалектов, в которой входящие тона с древними глухими инициалями могут переходить во все четыре тона мандаринского языка. Он выбрал название «пекинский гуаньхуа», поскольку эта группа диалектов близка к пекинскому диалекту.
В 1987 году Ли предложил разделить пекинские и дунбэйские диалекты, указав следующие причины:
- входящий тон с глухими инициалями в среднекитайском гораздо чаще переходит в «третий тон» (上) в дунбэйском, нежели чем в пекинском;
- тоновый контур «первого тона» (陰平) в дунбэйском чуть ниже, чем в пекинском;
- как правило, древняя инициаль 日 ɲ- превращается в ненулевую инициаль (например, /ɻ/ или /ʐ/) в пекинском и нулевую инициаль в дунбэйском.

В издание «Языкового атласа Китая» 2012 года добавлено ещё одно отличие пекинских диалектов от дунбэйских:
- Современное произношение инициалей среднекитайского языка в группах 精, 知, 莊 и 章 разделено на два набора сибилянтов — зубных и ретрофлексных — и эти два набора в пекинском гуаньхуа не объединяются и не смешиваются.

Некоторые учёные рассматривают пекинский и дунбэйский диалекты как единую группу. Лин (1987) отмечает фонологическое сходство между пекинским и дунбэйским. Чжан (2010) указывает, что критерии для разделения пекинского и дунбэйского разнятся с критериями выделения других групп диалектов севернокитайского языка.

## Диалекты
В Языковом Атласе Китая (издание 2012 года) выделяются следующие подгруппы в пекинских диалектах:
- пекинско-чэндэские (京承)
  - собственно пекинские (京师; 京師), охватывают городскую часть и некоторые внутренние пригороды Пекина;
  - хуайжоу-чэндэские (怀承; 懷承), охватывают некоторые пригороды Пекина, часть округа Ланфан, большую часть округов Чэндэ, Уцина и уезда Долон-Нур.
- чаоян-чифэнские (朝峰), охватывают территории между хуайжоу-чэндэскими и дунбэйскими диалектами, включая города Чаоян и Чифэн. Эта подгруппа имеет промежуточные характеристики между пекинскими и дунбэйскими диалектами[11].

Согласно изданию Атласа 2012 года, эти подгруппы отличаются следующими особенностями:
- пекинско-чэндэские имеют высокий «первый тон», а хуайжоу-чэндэские — сравнительно низкий;
- в хуайжоу-чэндэских нулевая инициаль (от среднекитайских 影, 疑, 云 и 以) может реализовываться как /n/ или /ŋ/, тогда как в собственно пекинских она отсутствует

По сравнению с первым изданием Атласа (1987), во втором издании (2012) собственно пекинские и хуайжоу-чэндэские были объединены в группу пекинско-чэндэских. Шихэцзи-карамайская (石克) или северосиньцзянская (北疆) подгруппа (в городах Шихэцзы и Карамай), указанная как подгруппа пекинских диалектов в издании 1987 года, реклассифицирована в северосиньцзянскую подгруппу (北疆) линьчжоу-иньчуаньских диалектов и южносиньцзинскую (南疆) подгруппу чжунъюаньских диалектов. Согласно изданию Атласа 2012 года, чаоян-чифэнская подгруппа охватывает бо́льшую территорию по сравнению с предыдущим изданием.

## Лексические особенности
Чаоян-чифэнские диалекты имеют много общих слов с дунбэйским диалектом.
|                 | здесь | завидовать | обманывать | хвастаться | грязный | делать |
| --------------- | ----- | ---------- | ---------- | ---------- | ------- | ------ |
| Путунхуа        | 地方  | 嫉妒       | 骗人       | 炫耀       | 脏      | 搞     |
| Чаоян-чифэнский | 圪垯  | 眼气       | 忽悠       | 得瑟       | 埋汰    | 整     |

В чаоян-чифэнских диалектах также используется усилитель 老.